# Karl Anderson (Skirennläufer)
Karl Ruben Anderson (* 6. August 1953 in Lewiston, Maine) ist ein ehemaliger US-amerikanischer Skirennläufer. Seine Spezialdisziplin war die Abfahrt.

## Karriere
Karl Anderson kam in seiner Weltcupkarriere viermal unter die schnellsten zehn. Sein bestes Ergebnis war der fünfte Platz in der Abfahrt von Jackson Hole am 9. März 1975. Im Europacup gewann er in der Saison 1975/76 mit drei Punkten Vorsprung auf den Schweizer Erwin Josi die Abfahrtswertung. 1978 wurde er US-amerikanischer Meister in der Abfahrt. Seine letzten Weltcuppunkte holte er am 21. Dezember 1980 mit Rang 15 in der Abfahrt von St. Moritz.
Anderson nahm dreimal an Großereignissen teil: Bei den Olympischen Winterspielen 1976 in Innsbruck wurde er 24. in der Abfahrt, bei den Weltmeisterschaften 1978 in Garmisch-Partenkirchen belegte er den 28. Rang. 1980 nahm er in Lake Placid zum zweiten Mal an Olympischen Spielen teil, fiel dort aber im Abfahrtslauf aus.
Anderson war der erste alpine Skirennläufer aus dem US-Bundesstaat Maine der an Olympischen Spielen teilnahm und wurde 2005 in die Maine Ski Hall of Fame aufgenommen.

## Sportliche Erfolge

### Olympische Winterspiele
- Innsbruck 1976: 24. Abfahrt

### Weltmeisterschaften
- Innsbruck 1976: 24. Abfahrt
- Garmisch-Partenkirchen 1978: 28. Abfahrt

### Weltcup
- Vier Platzierungen unter den besten zehn

### Europacup
- Saison 1975/76: 1. Abfahrtswertung

### Weitere Erfolge
- US-amerikanischer Meister in der Abfahrt 1978